# PG
PG is een historisch merk van motorfietsen.
PG: Ditta Motocicli Giuseppe Parena, Torino (1927-1931).
Kleine Italiaanse fabriek die 124 cc clip-on motoren en 124- en 174 cc motorfietsen bouwde.